# 弗氏擬鯉
弗氏擬鯉（学名：Rutilus frisii）為輻鰭魚綱鯉形目雅羅魚科的其中一種，分布於歐亞大陸的黑海、亞速海和馬爾馬拉海和伊茲尼克湖淡水、半鹹水域，本魚體呈圓柱形，吻部圓形，粗壯； 口近末端，虹膜和鰭灰色或略帶黃色，繁殖期雄魚頭頂和側面有大而分散的結節，背鰭軟條11-12枚、臀鰭軟條12-14枚，體長可達70公分，體重可達8公斤，年齡可達12年，是一種半溯河型魚種，棲息在大型鹹水河口及其大型淡水溪流、與河流相連的沿海湖泊以及大河的低地，可以耐受高達7-12 ppt的鹽度，幼魚以浮游動物、藻類和昆蟲幼蟲為食，成魚以軟體動物、甲殼類和其他底棲無脊椎動物為食。遷移、產卵和越冬期間停止攝食，繁殖於水流湍急、礫石底質小河或小溪，10月下半月開始遷徙到河流，當河流被冰覆蓋時，產卵洄游就會停止，4至5月產卵，成魚產卵後立即遷回河口覓食，幼魚在8月的第一個夏天遷移到河口，可作為食用魚。